# 활기찬 주말 해피라이프
《활기찬 주말 해피라이프》는 MBN에서 매주 일요일 오전 7시 40분에 방영하는 교양 프로그램이다.

## MC
- 황은정

## 동시간대 경쟁 프로그램
- 시사토크 이슈를 말한다 (MBC)
- 헬로 굿맨 (채널A)
- 일요특선 다큐멘터리 (SBS)